# جافا سكريبت ك
جافا سكريبت ك أو كي جي إس (بالإنجليزية: KJS)‏ هو محرك جافا سكريبت طوره هاري بورتن في الأساس لمشروع متصفح الويب الخاص بكيدي, كونكيورر في 2000.
في 13 يونيو 2002, أعلن ماكي ستاكويك على قائمةٍ بريدية أن آبل ستَنشُر جافا سكريبت كور، إطار عمل لماك أو إس إكس مبنيٌ على جافا سكريبت ك.

## وصلات خارجية
- جافا سكريبت ك
- تضمين جافا سكريبت ك نسخة محفوظة 15 أبريل 2019 على موقع واي باك مشين.
- توثيق تضمين جافا سكريبت ك
- النص المصدري